# Mardż as-Sultan
Mardż as-Sultan (arab. مرج السلطان) – miejscowość w Syrii, w muhafazie Damaszek. W 2004 roku liczyła 1860 mieszkańców.